# Animal Collective
Az Animal Collective amerikai experimental pop/Psychedelia/elektronikus zene/indie rock/freak folk együttes.

## Története
2003-ban alakultak Baltimore-ban. Négy tagja az iskolában ismerte meg egymást. Első nagylemezük (az Animal Collective név alatt) 2003-ban jelent meg (előtte csak saját neveiken jelentettek meg stúdióalbumokat). Tagjai 15 évesen kezdtek zenélni, a Pavement zenekar hatására. Először csak Pavement-, The Cure-, Terry Jacks és Bell Biv DeVoe feldolgozásokat játszottak. Majd felfedezték a Silver Apples, Can féle pszichedelikus zenét és elhatározták, hogy ők is pszichedelikus zenét fognak játszani. Első albumuk 2000-ben jelent meg, Avey Tare és Panda Bear neve alatt. 2001-es lemezük Avey Tare, Panda Bear és Geologist neve alatt került piacra, a 2003-as albumuk pedig a "Campfire Songs" név alatt. Ugyanebben az évben megjelent negyedik lemezük, ekkor már az Animal Collective név alatt. Mivelhogy a korai albumaik nem e név alatt kerültek piacra, így sokan a negyedik albumukat tartják az Animal Collective első igazi lemezének. Nevük onnan származik, hogy mindannyian nagyon szeretik az állatokat, illetve saját elmondásuk szerint "érzelmi szinten szeretnének dolgozni a zenével, nem intellektuális szinten". Panda Bear azt is elmondta, hogy nem szereti a "collective" szót.

## Tagok
- Avey Tare (David Porter) - ének, gitár, szintetizátor, zongora, ütős hangszerek
- Panda Bear (Noah Lennox) - ének, dob, ütős hangszerek, szintetizátor, gitár, elektronika
- Deakin (Josh Dibb) - gitár, szintetizátor, ütős hangszerek, basszusgitár, sampler
- Geologist (Brian Weltz) - szintetizátor, ének, ütős hangszerek, elektronika

## Diszkográfia
- Spirit They've Gone, Spirit They've Vanished (2000, Avey Tare és Panda Bear neve alatt)
- Danse Manatee (2001, Avey Tare, Panda Bear és Geologist neve alatt)
- Campfire Songs (2003, Campfire Songs név alatt)
- Here Comes the Indian (2003, Animal Collective név alatt)
- Sung Tongs (2004)
- Feels (2005)
- Strawberry Jam (2007)
- Merriweather Post Pavilion (2009)
- Centipede Hz (2012)
- Painting With (2016)
- Tangerine Reef (2018)
- Time Skiffs (2022)